# Yakari (Musical)
Yakari – Freunde fürs Leben ist ein Kinder-Musical des Komponisten Thomas Schwab. Es basiert auf der Grundlage der Yakari-Comicgeschichten des Texters André Jobin (Job) und des Zeichners Claude de Ribaupierre (Derib). Wie der Comic erzählt das Musical die Geschichte des Sioux-Indianerjungen Yakari und seines Freundes, dem Pferd Kleiner Donner. Im Mittelpunkt stehen Werte wie Mut, Respekt und Freundschaft. Das Musical wurde am 1. April 2013 in der Liederhalle in Stuttgart uraufgeführt. Regie führte die Film- und Theaterwissenschaftlerin Andreana Clemenz. Die Choreografie verantwortete Alex Burgos. 2013 und 2014 wurde das Musical 74 Mal in Deutschland und in der Schweiz sowie auf der Freilichtbühne in Elspe aufgeführt. 2015 folgte eine Tournee durch 30 Städte mit insgesamt 58 Shows. Ab 2017 tourte dann die Neuinszenierung von Marco Krämer-Eis durch Deutschland, Österreich und die Schweiz.
Am 14. Dezember 2018 feierte die Fortsetzung Yakari 2 – Geheimnis des Lebens aus der Feder von Thomas Schwab unter der Regie von Marco Krämer-Eis mit Choreografien von David Hernandez Premiere und tourte anschließend durch die Arenen der Nation. Produziert wurde diese Tour von Semmel Concerts.

## Handlung
Yakari, der kleine Indianerjunge, möchte seinem Vater Kühner Blick beweisen, dass er ein großer Indianer ist. Fest überzeugt von seinem Vorhaben beschließt er, das schnellste Pony Kleiner Donner zu fangen. Yakari macht sich zusammen mit seinen Freunden Regenbogen und Kleiner Dachs auf, um das Pony zu suchen. Unbemerkt von den Freunden schleicht sich auch noch der kleine Biber Lindenbaum in das Kanu, mit welchem sie unterwegs sind.
Das Pony Kleiner Donner, das in einer Steinschlucht in Gefahr gerät und Gespannter Bogen bedroht wird von Yakari gerettet. Vollkommen außer sich verrät jener Yakari für diese Tat bei seinem Vater Kühner Blick. Besorgt darüber, dass sein Vater ihn nicht als großen Indianer anerkennt, bleibt Yakari traurig und alleine in der Schlucht zurück.

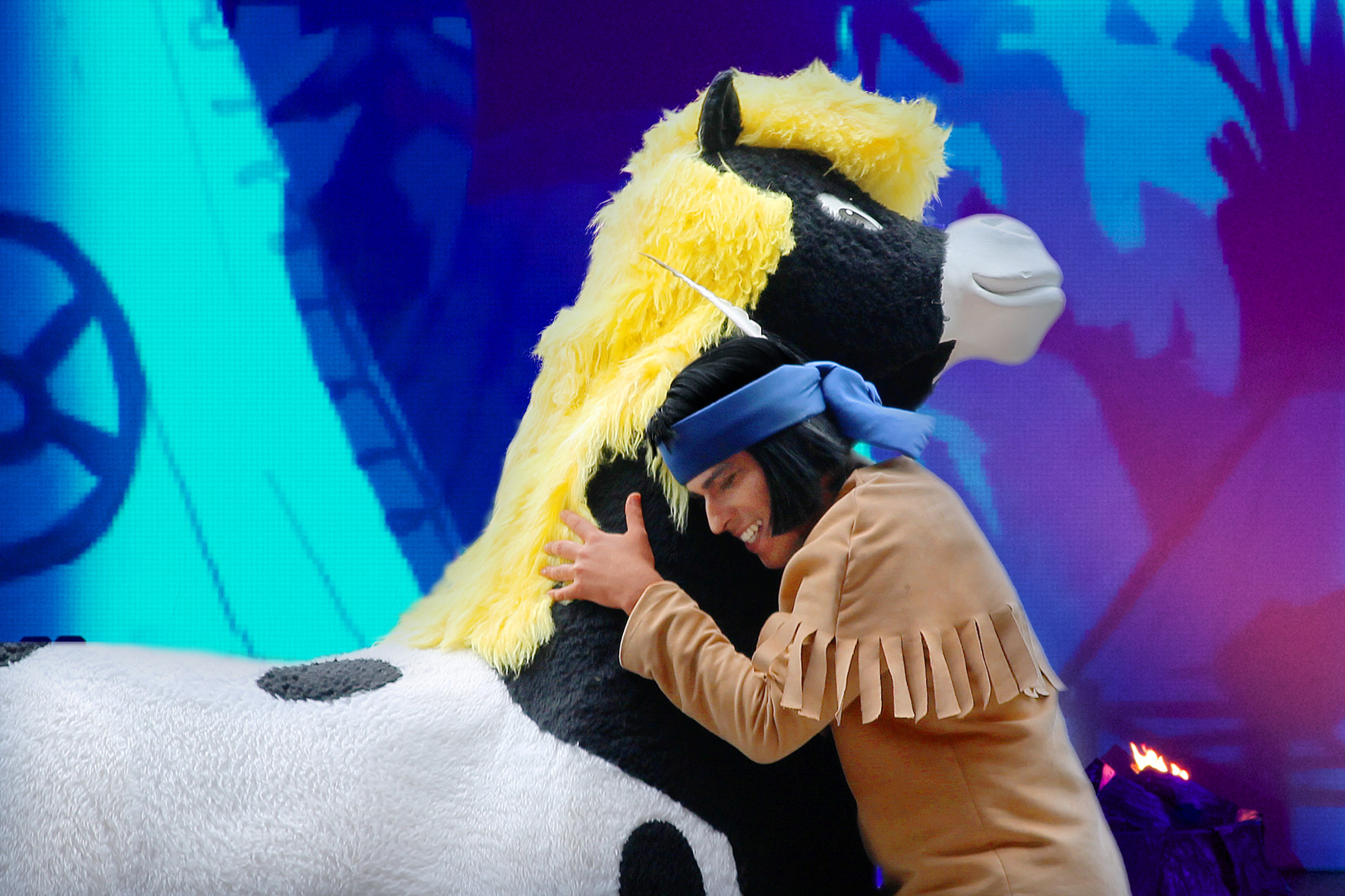
Szenenfoto: Yakari mit Kleiner Donner

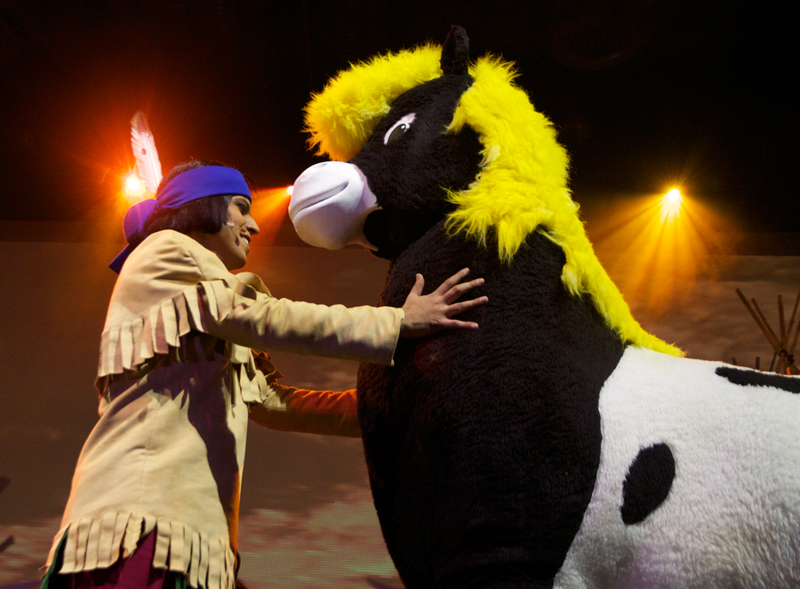
Yakari Musical Dreamcatcher LE Mathieu Fischesser yak+kld

Sein Totem Großer Adler begleitet ihn in dieser Stunde und schenkt ihm für seine selbstlose Tat, Kleiner Donner befreit zu haben, dessen schönste Feder. Die Feder von Großer Adler verleiht Yakari die Gabe, Tiere zu verstehen und mit ihnen zu reden. Glücklich über dieses wertvolle Geschenk hilft er, zusammen mit Regenbogen und Kleiner Dachs, einem sehr erkälteten und tollpatschigen Pelikan und schließt Freundschaft mit einem Grizzly.
Die Enttäuschung seines Vaters Kühner Blick lässt Yakari erneut den Entschluss fassen, Kleiner Donner zu fangen und als großer Indianer auf ihm in das Dorf zu reiten. Gerade als er diesen Entschluss gefasst hat, erfährt Yakari von Großer Adler, dass die Wölfe Kleiner Donner gefangen genommen haben und nur er das Pony aus den Klauen der Wölfe retten kann. Denn seine einzigartige Fähigkeit ermöglicht Yakari, zwischen Mensch und Tier zu vermitteln.
Yakari will in die Wolfsschlucht ziehen, fest entschlossen, sich seiner Furcht vor den Wölfen zu stellen. Die Wölfe unterbrechen das harmonische Miteinander der anderen Tiere und alle ergreifen die Flucht. Der mutige Yakari besiegt seine Angst und schließt mit Dreifuß, dem Anführer der Wölfe, einen Pakt. Yakari verspricht dem Rudel, dass die Indianer aufhören die Wölfe zu jagen. Auf dieses Indianerversprechen gehen die Wölfe ein und geben Kleiner Donner frei. Überglücklich reitet Yakari auf Kleiner Donner in das Dorf und wird von seinem Vater Kühner Blick vor dem ganzen Stamm für seine Heldentaten als großer Indianer anerkannt. Nach den gemeinsamen Abenteuern werden Yakari und Kleiner Donner zu Freunden fürs Leben.

## Titelliste
1. Ouvertüre Yakari
2. Der Erde sei Dank
3. Kinder der Prärie
4. Glück ist bunt
5. Mutter Erde
6. Kannst Du das verstehen?
7. Ich bin bereit
8. Biber-Blues
9. Das Leben ist ein Kreis
10. Bitte Honig aber ohne Bienen
11. Ich schenke Dir mein Wort
12. Frei sein
13. Freunde fürs Leben

## Ensemble 2013–2015
- Dennis Schulze (Yakari) (2015)
- Manuel Lopez (Yakari) (2013/14)

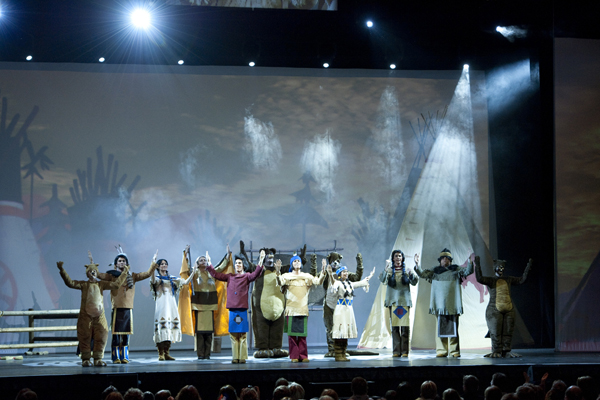
Das Ensemble des Musicals

- Aloysia Astari (Regenbogen) (2013–2015)
- Marco Knorz (Kleiner Dachs) (2015)
- Nico Stank (Kleiner Dachs) (2013/14)
- Alper Turgay (Yakari & Kleiner Dachs alternierend, Wolf, Ensemble) (2014)
- Mirja du Mont (Schimmernde Zöpfe) (2014)
- Sebastian Brandmeir (Kleiner Donner, Otter, Wolf, Pelikan) (2013–2014)
- Sophia Schönert (Lindenbaum, Schmetterling & Dance Captain) (2013–2015)
- Yannick Graef (Kühner Blick, Großer Adler, Kleiner Donner, Wolf) (2015)
- Sönke Fahl (Kühner Blick, Großer Adler, Kleiner Donner) (2013/14)
- Felicitas Reinhardt (Schimmernde Zöpfe, Pelikan, Wolf) (2013)
- Jonathan Beck (Gespannter Bogen, Biberpapa, Wolf) (2013)
- Kristin Norvilas (Bibermama, Pelikan) (2015)
- Kathrin Maier (Bibermama) (2014)
- Nadine Bieber (Bibermama) (2013)
- Dennis Gradtke (Stiller Fels, Kleiner Donner, Wolf, Pusteblume) (2014/15)
- Rüdiger Schade (Müder Krieger, Dreifuss) (2013–2015)
- Sebastian Sohn (Grizzly) (2013–2015)
- Marco Herse Foti (Biberpapa, Gespannter Bogen, Pusteblume, Wolf) (2013–2015)
- Matthias Knaab (Gespannter Bogen, Otter) (2015)
- Lisa Lehmann (Swing Regenbogen und Lindenbaum) (2015)
- Petra Straussová (Schimmernde Zöpfe, Wolf, Pusteblume, Swing Yakari und Kleiner Dachs) (2015)

## Auszeichnungen
- November 2013 / Sold Out Award der Lanxess Arena in Köln[11]
- November 2013 / Sold Out Award der O2 World in Hamburg[12]

## Pressestimmen
- „‚Der Erde sei Dank‘ heißt es zum kraftvollen Auftakt in einem hörenswerten Arrangement aus modernem Pop und indianischen Klängen, das auch in weiteren Titeln überzeugt. Die Umwelt bewahren, Respekt haben vor allem, was lebt: Wie ein roter Faden zieht sich dies durch das Stück, das die Zuschauer mitnimmt in die Weite Nordamerikas.“ (Nicole Weisheit-Zenz, Rhein Main Presse, 22. April 2013)
- „Liebevoll haben die Macher des Musicals die Geschichten des Indianerjungen für die Bühne umgesetzt und mit Musik, Gesang und Tanz angereichert. Herausgekommen ist ein unterhaltsames Stück über die Abenteuer von Yakari und seinen Freunden, den Indianer-Kindern Regenbogen und Kleiner Dachs. Auch Yakaris Pferd, Kleiner Donner, und viele andere Tiere erfreuten Jung und Alt gleichermaßen. (...) Das Spiel auf der Bühne mit Gesang und Tanz ist anspruchsvoll, daher wurden alle Kinderrollen mit Erwachsenen besetzt. Dem Musical hat das nicht geschadet.“ (Marc Miertzschke, Erfurter Allgemeine, 19. April 2013)
- „Die Zuschauer wurden teilweise zum Tanz aufgefordert, der ganze Saal war in Bewegung (...) Der Funke der Begeisterung, den Künstler und Mitwirkende ausstrahlten, sprang über und riss mit.“ (Johannes Baumert, Wolfsburger Nachrichten)
- „Wie stark man auf den Wiedererkennungswert setzt, zeigt nicht nur das Bühnenbild: Auf transparente Vorhänge werden stimmungsvolle Zeichentricklandschaften projiziert, die stark an die Originalzeichnungen angelehnt sind. Und auch Yakari und seine Freunde sehen original aus wie in der Vorlage. Das alles schafft erstmal ein kollektives XXL-KI.KA-Fernsehgefühl. Als dann aber der Stamm zu dumpfem Getrommel seinen ersten Song ‚Der Erde sei Dank‘ anstimmt, geht ein erstauntes Raunen durch die Kinderschar: Hups, die singen ja! Wie eindrücklich Musik, Tanz und Schauspiel live auf einer Bühne sein können, kristallisiert sich während der knapp zweistündigen Show erst nach einer Anwärmphase heraus, dann aber nimmt die Sache mächtig Fahrt auf. (...)“ (Marion Klötzer, Badische Zeitung, 6. April 2013)
- „Musikalisch hat ‚Yakari‘ einiges zu bieten: Jeder Song ist anders, zwar grundsätzlich Kinderzimmer-Pop-tauglich, dafür aber mit Jazz-Klängen, Rock oder einem Biber-Blues samt Blütensax-Solo von Lindenbaum verziert.“ (Thomas Kölsch, Bonner General-Anzeiger, 27. April 2013)